# Christina Macokina
Christina Siergiejewna Macokina (ros. Христина Сергеевна Мацокина, ur. 18 sierpnia 1998 r. w Kazaniu) – rosyjska biegaczka narciarska.

## Kariera
Po raz pierwszy na arenie międzynarodowej pojawiła się w 18 listopada 2014 roku, podczas zawodów Pucharu Kontynentalnego „Eastern Europe Cup” w rosyjskiej miejscowości Wierszyna Tioi, gdzie uplasowała się na 73. pozycji w sprincie stylem klasycznym.
W Pucharze Świata zadebiutowała 13 stycznia 2019 roku w Dreźnie, gdzie w sprincie stylem dowolnym uplasowała się na 31. pozycji. Pierwsze pucharowe punkty wywalczyła podczas 21 grudnia 2019 roku w Planicy, gdzie uplasowała się na 18. pozycji w sprincie stylem dowolnym.

## Osiągnięcia

### Mistrzostwa świata
| Miejsce | Dzień     | Rok  | Miejscowość | Konkurencja              | Czas biegu  | Strata | Zwyciężczyni   |
| ------- | --------- | ---- | ----------- | ------------------------ | ----------- | ------ | -------------- |
| 16.     | 25 lutego | 2021 | Oberstdorf  | Sprint stylem klasycznym | 2:36,76 min | –      | Jonna Sundling |

### Mistrzostwa świata juniorów
| Miejsce | Dzień       | Rok  | Miejscowość | Konkurencja              | Czas biegu | Strata  | Zwyciężczyni      |
| ------- | ----------- | ---- | ----------- | ------------------------ | ---------- | ------- | ----------------- |
| 12.     | 28 stycznia | 2018 | Goms        | Sprint stylem dowolnym   | 2:52,55    | –       | Moa Lundgren      |
| 18.     | 30 stycznia | 2018 | Goms        | 5 km stylem klasycznym   | 13:58,7    | +1:04,3 | Polina Niekrasowa |
| 2.      | 3 lutego    | 2018 | Goms        | bieg sztafetowy 4×3,3 km | 39:17,4    | +8,6    | Niemcy            |

### Mistrzostwa świata młodzieżowców (do lat 23)
| Miejsce | Dzień       | Rok  | Miejscowość    | Konkurencja                     | Czas biegu | Strata  | Zwyciężczyni    |
| ------- | ----------- | ---- | -------------- | ------------------------------- | ---------- | ------- | --------------- |
| 31.     | 21 stycznia | 2019 | Lahti          | Sprint stylem klasycznym        | 3:18,33    | –       | Moa Lundgren    |
| 7.      | 1 marca     | 2020 | Oberwiesenthal | Sprint stylem dowolnym          | 2:36,77    | –       | Emma Ribom      |
| 5.      | 3 marca     | 2020 | Oberwiesenthal | 10 km stylem klasycznym         | 28:28,7    | +38,5   | Ebba Andersson  |
| 2.      | 7 marca     | 2020 | Oberwiesenthal | bieg sztafetowy mieszany 4×5 km | 54:40,5    | +26,7   | Norwegia        |
| 2.      | 11 lutego   | 2021 | Vuokatti       | Sprint stylem klasycznym        | 2:38,07    | +0,46   | Lisa Lohmann    |
| 18.     | 12 lutego   | 2021 | Vuokatti       | 10 km stylem dowolnym           | 28:13,6    | +1:26,6 | Izabela Marcisz |

### Uniwersjada
| Miejsce | Dzień   | Rok  | Miejscowość | Konkurencja                                 | Czas biegu   | Strata  | Zwyciężczyni    |
| ------- | ------- | ---- | ----------- | ------------------------------------------- | ------------ | ------- | --------------- |
| 2.      | 6 marca | 2019 | Krasnojarsk | Sprint stylem dowolnym                      | 2:47,34 min  | +0,80 s | Petra Hynčicová |
| 1.      | 8 marca | 2019 | Krasnojarsk | Sprint drużynowy mieszany stylem klasycznym | 22:11,37 min | –       | –               |

### Puchar Świata

#### Miejsca w klasyfikacji generalnej
| Sezon     | Miejsce           |
| --------- | ----------------- |
| 2018/2019 | niesklasyfikowana |
| 2019/2020 | 69.               |
| 2020/2021 | 43.               |
| 2021/2022 | 71.               |

#### Miejsca w poszczególnych zawodachPucharu Świata
stan po zakończeniu sezonu 2019/2020
| Sezon 2018/2019 |                      |                          |                            |                             |                    |                            |                      |                             |                          |                         |                         |                              |                           |                              |                             |                     |                                      |                                      |                             |                            |                   |                      |                           |                           |                      |                         |                        |                           |                        |                        |                      |                     |        |        |        |        |        |        |        |        |        |        |        |        |        |        |        |        |        |        |        |        |        |        |        |        |        |
| Ruka 24.11 (SP C) | Ruka 25.11 (10 km C) | Lillehammer 30.11 (SP F) | Lillehammer 1.12 (10 km F) | Lillehammer 2.12 (10 km C)  | LT                 | Beitostølen 8.12 (15 km F) | Davos 15.12 (SP F)   | Davos 16.12 (10 km F)       | Toblach 29.12 (SP F)     | Toblach 30.12 (10 km F) | Val Müstair 1.01 (SP F) | Oberstdorf 2.01 (10 km C)    | Oberstdorf 3.01 (10 km F) | Val di Fiemme 5.01 (10 km C) | Val di Fiemme 6.01 (9 km F) | TdS                 | Drezno 12.01 (SP F)                  | Otepää 19.01 (SP C)                  | Otepää 20.01 (10 km C)      | Ulricehamn 26.01 (10 km F) | Lahti 9.02 (SP F) | Cogne 16.02 (SP F)   | Cogne 17.02 (10 km C)     | Oslo 10.03 (30 km C)      | Drammen 12.03 (SP C) | Falun 16.03 (SP F)      | Falun 17.03 (10 km F)  | Québec 22.03 (SP F)       | Québec 23.03 (10 km C) | Québec 24.03 (10 km F) | FPŚ                  | punkty              | punkty | punkty | punkty | punkty | punkty | punkty | punkty | punkty | punkty | punkty | punkty | punkty | punkty | punkty | punkty | punkty | punkty | punkty | punkty | punkty | punkty | punkty | punkty | punkty |        |
| – | –                    | –                        | –                          | –                           | –                  | –                          | –                    | –                           | –                        | –                       | –                       | –                            | –                         | –                            | –                           | –                   | 31                                   | –                                    | –                           | –                          | –                 | –                    | –                         | –                         | 33                   | 39                      | –                      | –                         | –                      | –                      | –                    | 0                   | 0      | 0      | 0      | 0      | 0      | 0      | 0      | 0      | 0      | 0      | 0      | 0      | 0      | 0      | 0      | 0      | 0      | 0      | 0      | 0      | 0      | 0      | 0      | 0      |        |
| Sezon 2019/2020 |                      |                          |                            |                             |                    |                            |                      |                             |                          |                         |                         |                              |                           |                              |                             |                     |                                      |                                      |                             |                            |                   |                      |                           |                           |                      |                         |                        |                           |                        |                        |                      |                     |        |        |        |        |        |        |        |        |        |        |        |        |        |        |        |        |        |        |        |        |        |        |        |        |        |
| Ruka 29.11 (SP C) | Ruka 30.12 (10 km C) | Ruka 1.12 (10 km F)      | RT                         | Lillehammer 7.12 (2×7,5 km) | Davos 14.12 (SP F) | Davos 15.12 (10 km F)      | Planica 21.12 (SP F) | Lenzerheide 28.12 (10 km F) | Lenzerheide 29.12 (SP F) | Toblach 31.12 (10 km F) | Toblach 1.01 (10 km C)  | Val di Fiemme 3.01 (10 km C) | Val di Fiemme 4.01 (SP C) | Val di Fiemme 5.01 (10 km F) | TdS                         | Drezno 11.01 (SP F) | Nové Město na Moravě 18.01 (10 km F) | Nové Město na Moravě 19.01 (10 km C) | Oberstdorf 25.01 (2×7,5 km) | Oberstdorf 26.01 (SP C)    | Falun 8.02 (SP C) | Falun 9.02 (10 km F) | Östersund 15.02 (10 km F) | Östersund 16.02 (10 km C) | Åre 18.02 (SP F)     | Meraker 20.02 (34 km F) | Trondheim 22.02 (SP C) | Trondheim 23.02 (15 km C) | ST                     | Lahti 29.02 (10 km C)  | Konnerud 4.03 (SP F) | Oslo 7.03 (30 km C) | punkty | punkty | punkty | punkty | punkty | punkty | punkty | punkty | punkty | punkty | punkty | punkty | punkty | punkty | punkty | punkty | punkty | punkty | punkty | punkty | punkty | punkty | punkty | punkty | punkty |
| – | –                    | –                        | –                          | –                           | 32                 | –                          | 18                   | –                           | –                        | –                       | –                       | –                            | –                         | –                            | –                           | 19                  | 25                                   | 37                                   | –                           | 24                         | –                 | –                    | –                         | –                         | –                    | –                       | –                      | –                         | –                      | –                      | –                    | –                   | 38     | 38     | 38     | 38     | 38     | 38     | 38     | 38     | 38     | 38     | 38     | 38     | 38     | 38     | 38     | 38     | 38     | 38     | 38     | 38     | 38     | 38     | 38     | 38     | 38     |
| Legenda |                      |                          |                            |                             |                    |                            |                      |                             |                          |                         |                         |                              |                           |                              |                             |                     |                                      |                                      |                             |                            |                   |                      |                           |                           |                      |                         |                        |                           |                        |                        |                      |                     |        |        |        |        |        |        |        |        |        |        |        |        |        |        |        |        |        |        |        |        |        |        |        |        |        |
| 1 2 3 4-10 11-30 31-100 wyniki anulowane DNF – zawodnik nie ukończył biegu – – zawodnik nie wystartował TdS – Tour de Ski FPŚ – Finał Pucharu Świata RT – Ruka Triple LT – Lillehammer Tour |                      |                          |                            |                             |                    |                            |                      |                             |                          |                         |                         |                              |                           |                              |                             |                     |                                      |                                      |                             |                            |                   |                      |                           |                           |                      |                         |                        |                           |                        |                        |                      |                     |        |        |        |        |        |        |        |        |        |        |        |        |        |        |        |        |        |        |        |        |        |        |        |        |        |